# Hoplocercus spinosus
Hoplocercus spinosus là một loài thằn lằn trong họ Hoplocercidae. Loài này được Fitzinger mô tả khoa học đầu tiên năm 1843.